# ترک‌لر (بیلقان)
ترک‌لر (به لاتین: Türklər) یک منطقه مسکونی در جمهوری آذربایجان است که در شهرستان بیلقان واقع شده است. ترک‌لر ۱۲۵۰ نفر جمعیت دارد.